# 문자의 역사
문자의 역사는 문자 체계의 발달과 사용이 여러 사회를 어떻게 변화시키고 또 그에 따라 변화했는지를 추적한다. 글쓰기의 사용은 – 일부 역사적 사례에서 문맹 퇴치 및 문학 문화라는 결과적인 현상과 마찬가지로 – 무수한 사회적, 심리적 결과를 가져왔다.
각각의 역사적 문자 발명은 표의문자와 기억술적 상징을 사용했지만 구어를 완전히 기록할 수는 없었던 원시 문자 체계에서 등장했다. 언어적 발화의 내용을 나중에 읽는 사람이 정확하게 재구성할 수 있는 진정한 문자는 나중에 개발되었다. 원시 문자는 언어에 사용된 문법과 어휘를 완전히 반영할 수 없기 때문에 광범위하거나 부정확한 정보만 인코딩할 수 있는 경우가 많다.
글쓰기의 초기 용도는 농업 거래 및 계약을 문서화하는 것이었지만, 곧 금융, 종교, 정부 및 법률 분야에서도 사용되었다. 글쓰기는 이러한 사회적 양식과 관련 지식의 확산을 가능하게 했고, 궁극적으로 정치 권력의 추가적인 중앙 집중화를 가져왔다.

## 용어
문자 체계는 일반적으로 세 가지 기준을 충족한다. 첫째, 글쓰기에는 어떤 목적이나 의미가 있다. 둘째, 문자 체계는 특정 상징을 사용하며, 이는 쓰기 매체에 기록될 수 있다. 셋째, 글쓰기에 사용되는 상징은 일반적으로 구어의 요소에 해당한다. 일반적으로, 간판, 그림, 지도, 수학적 표기법과 같은 상징적 의사소통 체계는 텍스트를 읽기 위해 관련 언어에 대한 지식이 필요한 문자 체계와 구별된다.
글쓰기의 규범은 일반적으로 언어보다 느리게 진화한다. 결과적으로 언어적 특징은 해당 구어에서 사라진 후에도 언어의 서면 형태에 보존되는 경우가 많다.

## 출현

메소포타미아 남부 수메르의 인구 밀집 지역

20세기 이전에는 대부분의 학술 이론이 문자의 기원에 대해 단일 기원설의 형태를 포함했으며, 이는 고대 수메르에서 쐐기 문자로 문자가 단 한 번 발명되었고, 그곳에서 문화 전파를 통해 전 세계로 퍼져나갔다는 가정이었다. 이러한 이론에 따르면, 문자는 너무나 독특한 기술이어서 무역과 같은 활동을 통한 노출이 독립적인 재발명보다 훨씬 더 가능성 있는 습득 수단이었다. 특히, 많은 이론은 창세기에 대한 문자적 해석에 의존했으며, 창세기 서사에서 메소포타미아 지역에 주어진 상대적 중요성을 반영한다. 시간이 지남에 따라 콜럼버스 이전 메소아메리카 문명 체계에 대한 더 큰 인식은 문자가 여러 번 독립적으로 발명되었다는 것을 결정적으로 확립했다. 문자의 네 가지 독립적인 발명이 가장 일반적으로 인정된다. – 메소포타미아 (기원전 3400년~3100년), 이집트 (기원전 3250년경), 중국 (기원전 1250년 이전), 그리고 메소아메리카 (기원전 1년 이전).
수메르 쐐기 문자와 신성문자는 기원전 3400년에서 3100년 사이에 원시 문자에서 점진적으로 발전했으며, 가장 초기의 일관성 있는 텍스트는 기원전 2600년경에 나타났다. 이집트 상형문자에 관해서는 학자들은 두 체계가 "구조와 스타일"에서 수메르 쐐기 문자와 매우 초기에 차이를 보인다는 점을 지적하며, 이는 두 체계가 "독립적으로 발전했음이 틀림없다"는 것을 의미하며, 만약 문자의 "자극 확산"이 발생했다면, 그것은 문화 간에 단순히 문자의 아이디어를 전달하는 역할만 했을 뿐이라고 말한다. 글쓰기 전파에 대한 직접적인 증거가 부족하기 때문에, "고대 이집트 상형문자의 기원에 대한 결정적인 결론은 내려지지 않았다."
1990년대에는 기원전 3400년에서 3200년 사이에 아비도스에서 새겨진 상징들이 발견되었는데 – 이는 처음에는 일부 학자들이 메소포타미아 문자 체계가 이집트 문자 체계보다 앞선다는 가정을 의심하게 만들었다. 그러나 학자들은 아비도스에서의 증거가 단일하고 갑작스러운 반면, 메소포타미아 체계의 점진적인 진화는 길고 잘 문서화되어 있으며, 기원전 8000년만큼 이른 시기에 농업 및 회계에 사용된 선구적 토큰 체계가 증명되어 있다는 점에 주목했다.
원시 엘람 문자 또한 이 시기에 사용되었을 것으로 추정되지만, 원시 엘람 문자의 비문은 "매우 불분명한 문해 시대를 나타내기 때문에 문자에 대한 논의에서 매우 문제가 많았고, 앞으로도 그럴 것"이다.
상나라 (기원전 1600년~1050년)와 근동의 문명 간에 접촉의 증거가 없으며, 한자의 표어문자 및 표음문자적 표현 방식이 쐐기 문자와 상형 문자에 사용된 방식과 다르기 때문에, 한자는 독립적인 발전으로 간주된다.

### 원시 문자

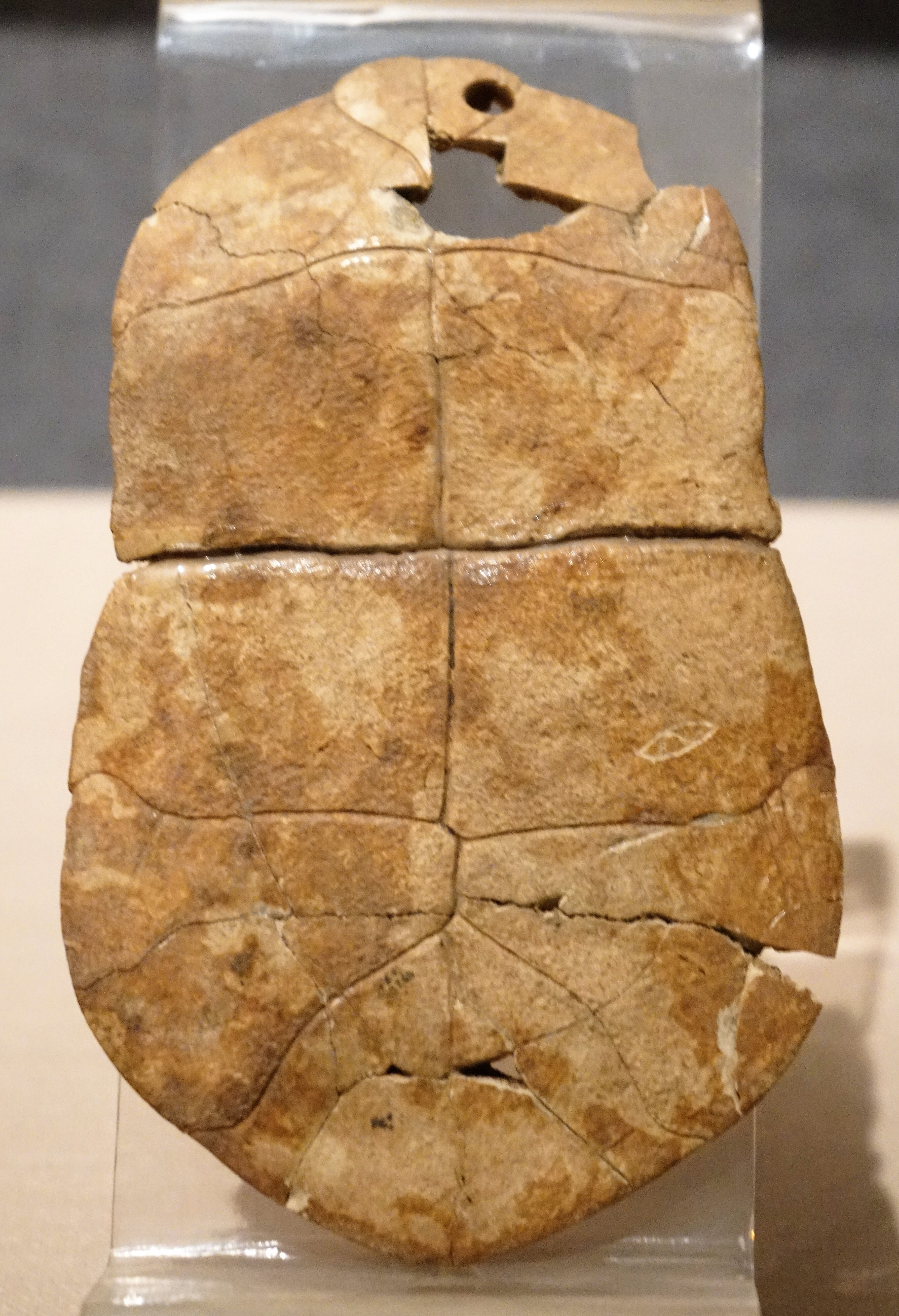
거북 등딱지에 새겨진 눈 모양 상징 – 중국 자후

문자가 독립적으로 발명된 각 사례에서, 문자는 정보를 전달하기 위해 표의문자 및 기억술적 상징을 사용했지만 인간의 언어를 직접 기록하지는 않았던 원시 문자 체계에서 발전했다. 역사적으로 대부분의 원시 문자 체계는 문자 체계를 만들어내지 못했다. 가장 초기의 문자는 초기 청동기 시대 (기원전 3300년~2100년)로 거슬러 올라가지만, 원시 문자는 기원전 7천년만큼 이른 시기부터 증명된다. 신석기 시대와 청동기 시대의 원시 문자 예시에는 다음이 포함된다:
- 기원전 7천년으로 거슬러 올라가는 중국 북부 자후에서 발굴된 24개의 신석기 시대 무덤에서 발견된 거북 등껍질에 새겨진 자후 상징.[25] 발굴된 대부분의 기호는 여러 등껍질에 개별적으로 또는 소규모 그룹으로 새겨져 있었다.[26] 대부분의 고고학자들은 자후 상징이 진정한 문자의 출현과 관련이 있다고 보지 않는다.[27]
- 기원전 6천년에서 5천년으로 거슬러 올라가는 중앙 및 남동 유럽의 빈차 문화 유물에서 발견된 빈차 문자.[28]

인더스 문자 (기원전 2600년~2000년)는 인도 아대륙의 인더스 계곡 문명이 만든 다양한 유형의 유물에서 발견되지만, 여전히 해독되지 않고 있으며, 그것이 진정한 문자로서 기능했는지에 대해서는 의견이 일치하지 않는다. 그 기원이 시각적으로 명확하지는 않지만, 메소포타미아 문화 확산이 인더스 문명에 글쓰기 개념을 도입했을 가능성은 분명하다.
후기 사례로는 잉카 제국 (서기 15세기)에서 기억 보조 장치로 사용된 묶인 끈 시스템인 키푸가 있다.

## 청동기 시대

### 쐐기 문자

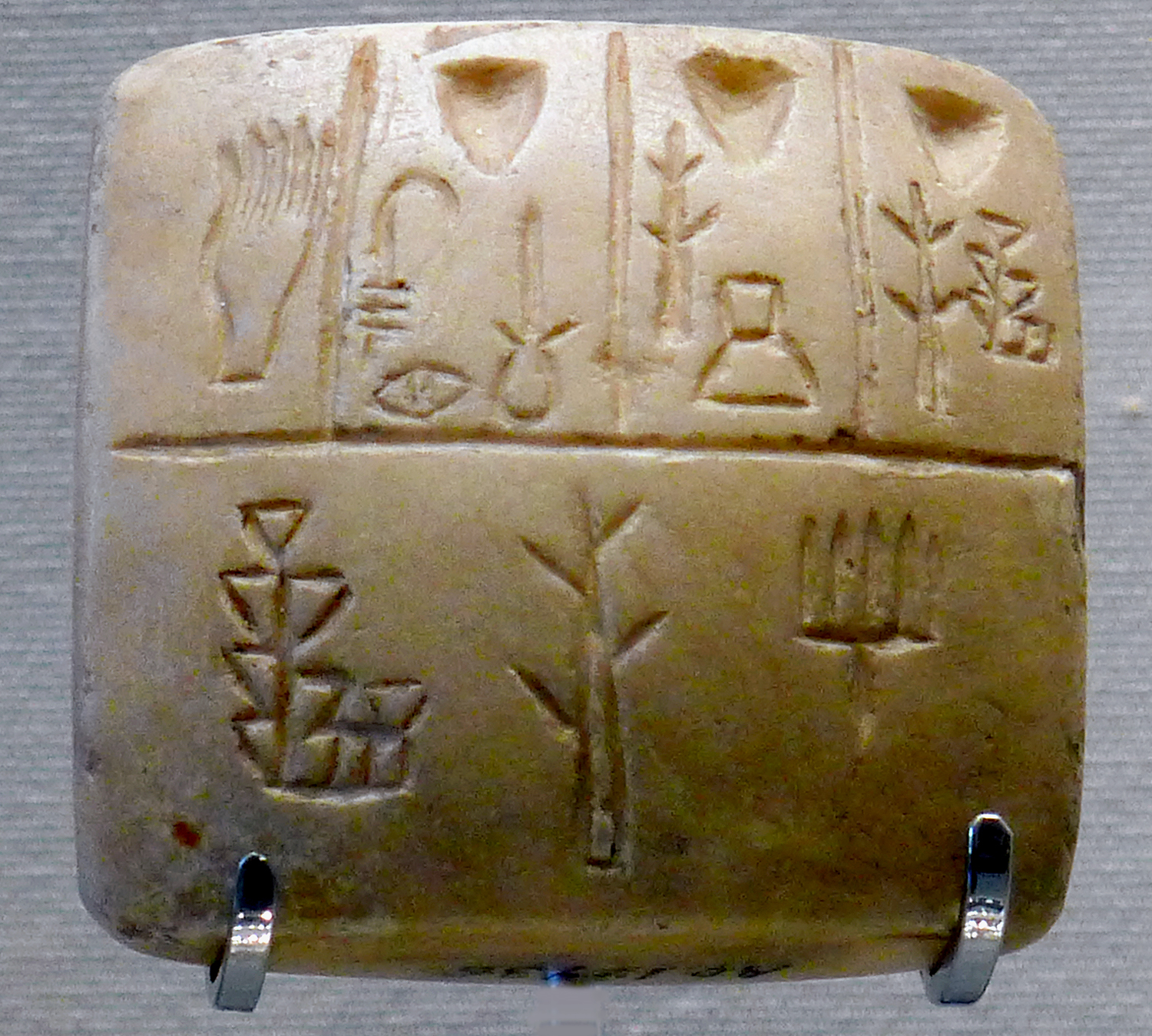
원시 쐐기 문자 상형문자가 있는 점토판 – 우루크 III (기원전 4천년 말)

쐐기 문자 (라틴어 cuneus, 직역: '쐐기')는 기원전 4천년 말 메소포타미아 남부에서 회계 기록을 위한 수단으로 등장했다. 처음에는 원시 쐐기 문자가 둥근 필기구를 점토판에 눌러 찍어 다양한 각도로 필기구를 적용하여 다른 모양을 만드는 숫자 체계로 발전했다. 이 시스템은 점차적으로 날카로운 필기구를 사용하여 계산되는 대상을 나타내는 그림문자 표시로 보강되었다. 기원전 29세기에는 쐐기 모양의 필기구를 사용하는 문자가 수메르어의 음절을 나타내는 표음문자 요소를 추가했으며 – 기원전 27세기와 26세기 동안 둥근 필기구 및 날카로운 필기구 표시를 점차적으로 대체하는 범용 문자 체계가 되었다.
기원전 26세기부터 이 체계는 수메르어가 더 이상 사용되지 않으면서 메소포타미아 남부 전역으로 퍼진 아카드어를 쓰기 위해 채택되었으며 – 아카드 문자는 기원전 2350년경에 상당량 나타났다. 아카드어에서 쐐기 문자는 이후 후르리어와 히타이트어를 포함한 다른 언어를 쓰기 위해 채택되었다. 이 문자 체계와 유사한 형태의 문자에는 우가리트 문자와 고대 페르시아어를 위한 문자가 있다.
1977년, 고고학자 데니즈 슈망-베세라는 쐐기 문자의 발전을 기원전 8000년부터 메소포타미아 남부에서 상품을 추적하고 교환하는 데 사용된 점토 토큰 체계와 연결하는 이론을 제안했다. 이 이론은 문자 체계 연구자들 사이에서 널리 논쟁 중이며, 제프리 샘슨과 크리스토퍼 우즈는 인과 관계 주장에 반대하는 학자들이다.

### 이집트 신성문자

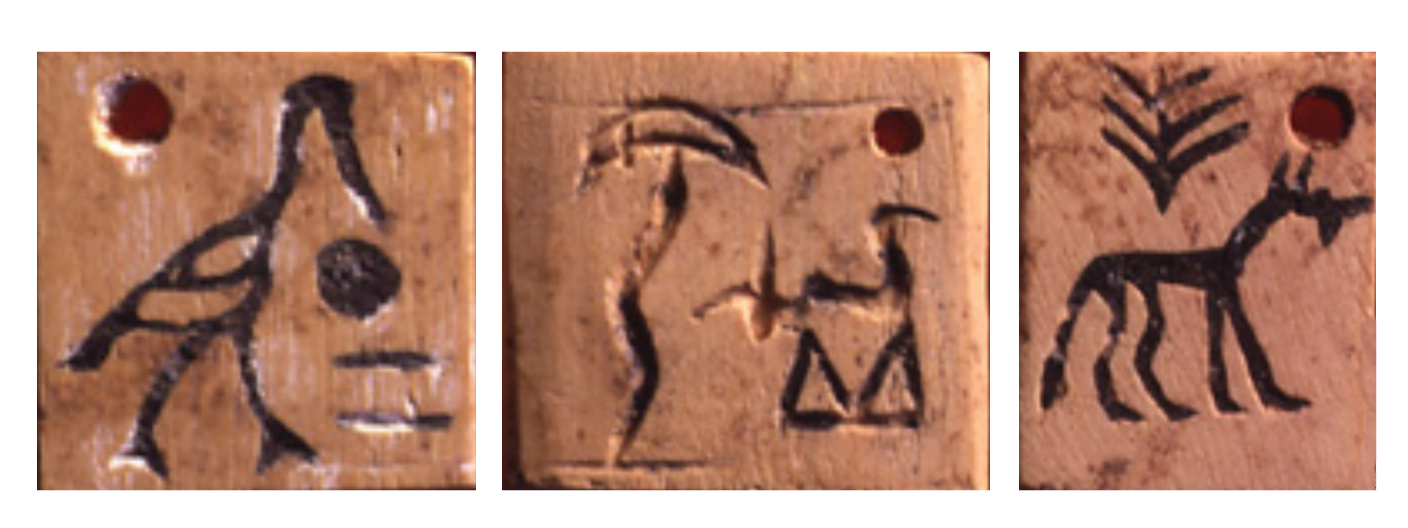
우루크의 동시대 점토 태그와 유사한 토큰에 새겨진 디자인 – 아비도스 (기원전 3400년~3200년)

제프리 샘슨은 신성문자가 "수메르 문자 직후에 생겨났고, 아마도 후자의 영향을 받아 발명되었다"고 말하며, "언어의 단어를 문자로 표현한다는 일반적인 아이디어가 수메르 메소포타미아에서 이집트로 전파되었을 가능성이 높다"고 주장한다. 그러나 최근 학자들은 직접적인 영향에 대한 증거가 부족하다고 주장한다. 1990년대에 아비도스에서 기원전 3400년에서 3200년 사이의 글리프가 발견되면서 문자가 메소포타미아에서 이집트로 확산되었다는 가설에 이의를 제기하고, 대신 이집트 내에서 문자가 독립적으로 발전했다는 주장을 제기했다. U-J 무덤에서 발견된 아비도스 글리프는 상아에 쓰여 있으며, 무덤에서 발견된 다른 물품의 라벨이었을 가능성이 높다. 메소포타미아 토큰의 기호 사용은 기원전 8000년경부터 증명되지만, 이집트 문자는 기원전 4천년 말에 갑자기 나타난다.
프랭크 J. 유리코는 파라오의 왕관, 호루스 매, 승리 장면과 같은 파라오의 도상학적 묘사가 나카다 문화와 A-그룹 문화의 상이집트에 집중되어 있었다고 주장한다. 그는 "이집트 문자는 나카다 상이집트와 A-그룹 누비아에서 발생했으며, 서아시아와 직접적인 접촉이 있었던 델타 문화권에서는 발생하지 않았다. 이는 메소포타미아의 영향 주장을 더욱 약화시킨다"고 설명한다.
가말 모흐타르는 상형문자 기호 목록이 "기호에 사용된 동물상과 식물상"에서 파생되었으며 "본질적으로 아프리카적"이라고 주장하며, "문자에 관해서는 순전히 나일강 유역, 즉 아프리카 기원이 배제되지 않을 뿐만 아니라 아마도 현실을 반영할 것"이라고 말하면서도 이집트의 지리적 위치가 많은 영향을 받아들일 수 있었음을 인정한다.
글쓰기는 이집트 제국에 정치적으로 중요했으며, 문해는 교육받은 소수의 서기관들에게 집중되었다. 특정 배경을 가진 사람들만이 신전, 왕실, 군 당국의 업무를 수행하는 서기관으로 훈련받을 수 있었다.

### 초기 셈족 음소문자
최초의 음소문자 쓰기는 기원전 1800년경 시나이반도의 노동자들이 서셈어군을 쓰기 위해 개발했으며, 이는 "레반트 출신의 셈족어 사용자와 이집트 공동체 간의 문화 교류의 맥락에서" 이루어졌다. 이 가장 초기에 증명된 형태는 원시 시나이 문자로 알려져 있으며, 이집트 상형문자에서 개념과 적어도 일부 문자 형태를 차용했다. 이 문자는 기존 이집트 음가를 차용하는 대신 완전히 서셈족 음가를 채택했다. 그 기원에 대한 정확한 연대 측정과 많은 문자 형태의 그래픽적 기원(있다면)은 여전히 불분명하며, 이 문자는 해독되지 않았다. 이들 초기 아브자드 (문자가 일반적으로 언어의 자음 소리만 나타내는 곳)는 몇 세기 동안 중요성이 미미했다. 청동기 시대 말에 이르러서야 원시 시나이 문자의 형태가 원시 가나안 문자 (기원전 1400년경), 해독되지 않은 비블로스 음절문자, 그리고 남아랍 문자 (기원전 1200년경)로 분화되었다. 아마도 비블로스 음절문자의 영향을 받았을 원시 가나안 문자는 차례로 우가리트 문자 (기원전 1300년경)에 영감을 주었다.
궁극적으로 그리스 문자로 채택된 페니키아 문자 (기원전 1050년경)는 원시 시나이 문자의 또 다른 직계 후손이다.

### 아나톨리아 신성문자
아나톨리아 신성문자는 서부 아나톨리아에 고유한 문자이며, 히타이트어를 기록하는 데 사용되었다. 이 문자는 기원전 13세기부터 루비아어 왕실 인장에 처음 나타났다.

### 한자
가장 초기에 증명된 한자는 상나라 후기(기원전 1200년~1050년)로 거슬러 올라가는 갑골 문자와 청동기 비문에 새겨진 글자로 구성되어 있으며, 이들 중 가장 오래된 것은 기원전 1250년으로 거슬러 올라간다.

### 에게 해 문명 체계
청동기 시대 에게 문명 (그리스 본토의 미케네 문명과 크레타의 미노스 문명)에서 여러 음절 및 표어 문자 체계가 사용되었으나, 페니키아인에 의해 이 지역에 음소문자가 도입되기 수세기 전에 결국 사용되지 않고 잊혀졌다.
- 크레타 상형문자 (기원전 2100년~1700년), 크레타
- 선형문자 A (기원전 1800년~1450년), 아직 해독되지 않음, 크레타, 에게해 제도, 라코니아
- 선형문자 B (기원전 1450년~1200년), 크레타의 크노소스, 필로스, 미케네, 테베, 그리스 본토의 티린스

### 메소아메리카 체계
콜럼버스 이전 메소아메리카에서 사용된 여러 상징 체계 중 마야 문자가 가장 잘 발달된 것으로 보이며, 완전히 해독되었다. 마야 문자로 식별 가능한 가장 초기의 비문은 기원전 3세기로 거슬러 올라가며, 해독 및 읽기가 가능한 가장 초기의 비문은 서기 199년으로 거슬러 올라간다. 이 체계는 서기 1세기부터 16세기 스페인 콩키스타도르의 도착 직후까지 계속 사용되었다. 마야 문자는 표어문자와 음절 글리프 세트를 보완하여 사용했다.

## 철기 시대

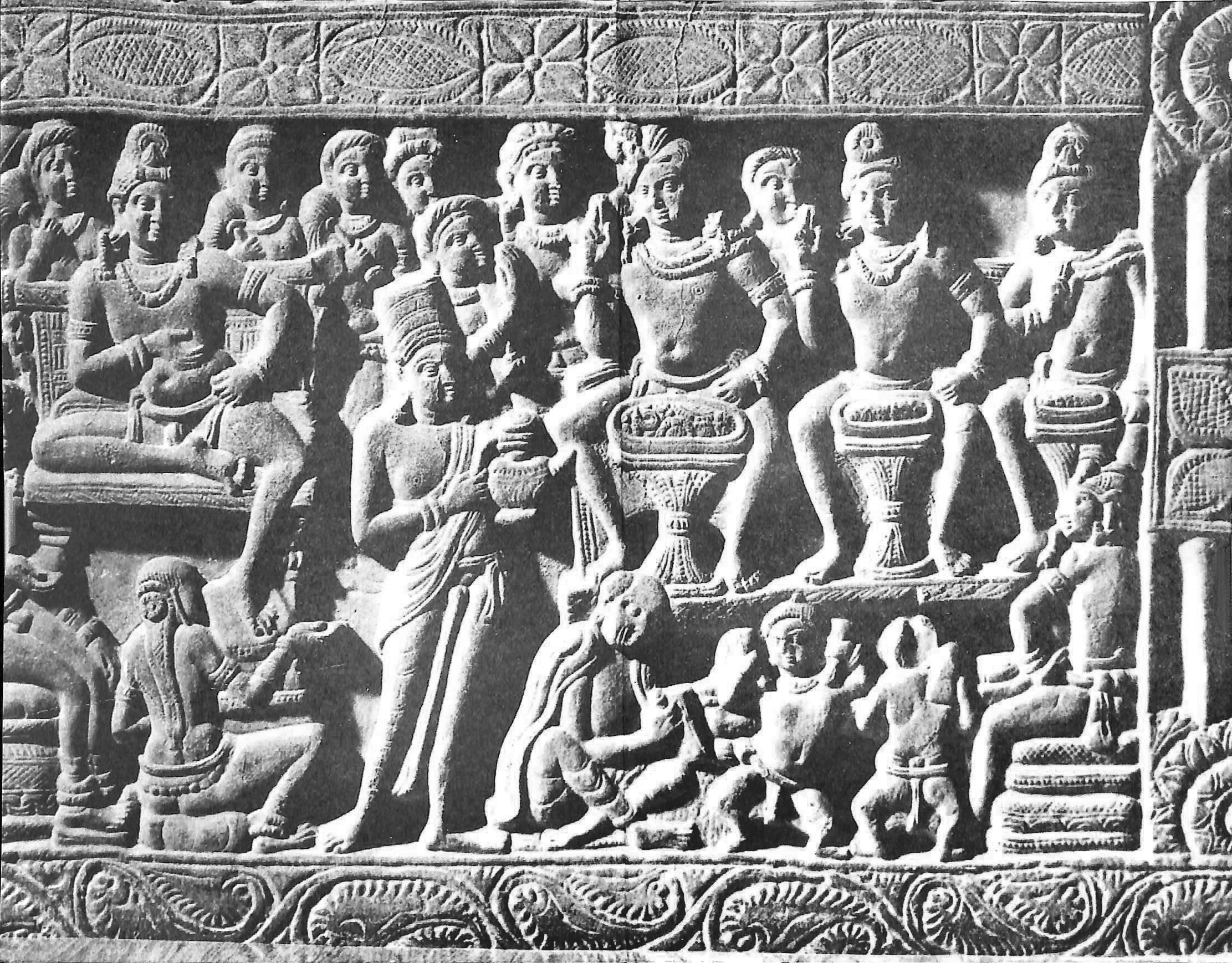
석가모니의 어머니 마야 왕비의 꿈을 해석하는 세 명의 점술가를 묘사한 부조. 아래에는 서기관이 해석을 기록하고 있다. – 나가르주나콘다, 서기 2세기

페니키아 문자는 아람 문자와 그리스 문자의 기원이 되었다. 유라시아 아프리카 전역에서 사용되는 대부분의 문자 체계는 아람 문자 또는 그리스 문자에서 유래했다. 그리스 문자는 모음 소리를 나타내는 문자를 처음으로 도입했다. 그리스 문자와 그 후손인 라틴 문자는 서기 초 몇 세기 동안 룬 문자, 고트 문자, 키릴 문자 등 여러 유럽 문자를 탄생시켰다. 아람 문자는 인도의 브라흐미계 문자로 뿐만 아니라 히브리 문자, 아랍 문자, 시리아 문자의 아브자드로 발전했으며 – 동아시아에 채택된 몽골 문자와 같이 지리적으로 멀리 떨어진 후손들도 있다.
에티오피아와 에리트레아에 고유한 아부기다인 그으즈 문자는 원시 시나이 문자에서 분리된 남아랍 문자에서 유래했다.

### 그리스 문자

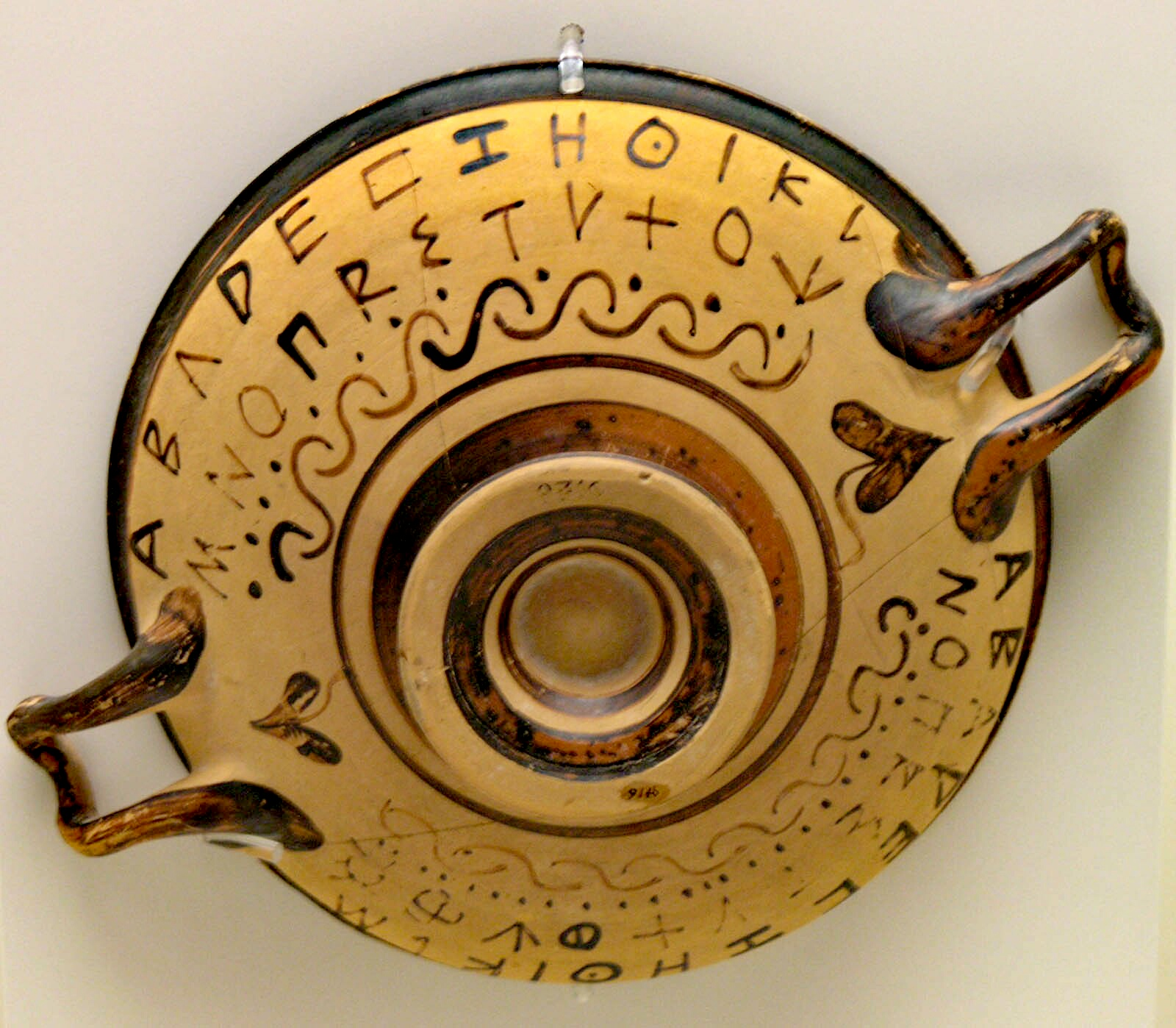
초기 그리스 문자를 사용한 흑색상 도기의 비문 – 아테네 국립 고고학 박물관

그리스 문자의 역사는 기원전 800년경 그리스인들이 페니키아 문자를 자신들의 용도에 맞게 채택하면서 시작되었다. 그리스 문자의 글자들은 일반적으로 페니키아 문자의 글자들과 시각적으로 일치하며, 둘 다 동일한 음소문자의 순서로 배열되었다.
그리스 문자는 모음을 표기하기 위한 전용 문자를 사용한 최초의 문자였다. 또한 페니키아 문자 끝에 세 글자가 추가되었는데, 이를 "보충 문자"라고 불렀다. 여러 종류의 그리스 문자가 발전했다. 하나는 쿠마이 문자로 알려져 있으며, 아테네 서쪽과 이탈리아 남부에서 사용되었다. 다른 하나는 동부 그리스 문자로 알려져 있으며, 소아시아와 아테네인들이 사용했으며, 결국 그리스어 사용 세계 전체에 채택되었다. 그리스인들은 기원전 500년경부터 왼쪽에서 오른쪽으로 쓰는 것으로 정착했지만, 이전에는 페니키아인들처럼 오른쪽에서 왼쪽으로 썼거나 – 이전 줄이 끝나는 지점에서 각 줄을 시작하여 방향을 번갈아 가며 썼다. 이를 좌우 교대 서법이라고 한다 (직역: '쟁기질하는 소가 돌듯이').

### 이탈리아 및 라틴 문자

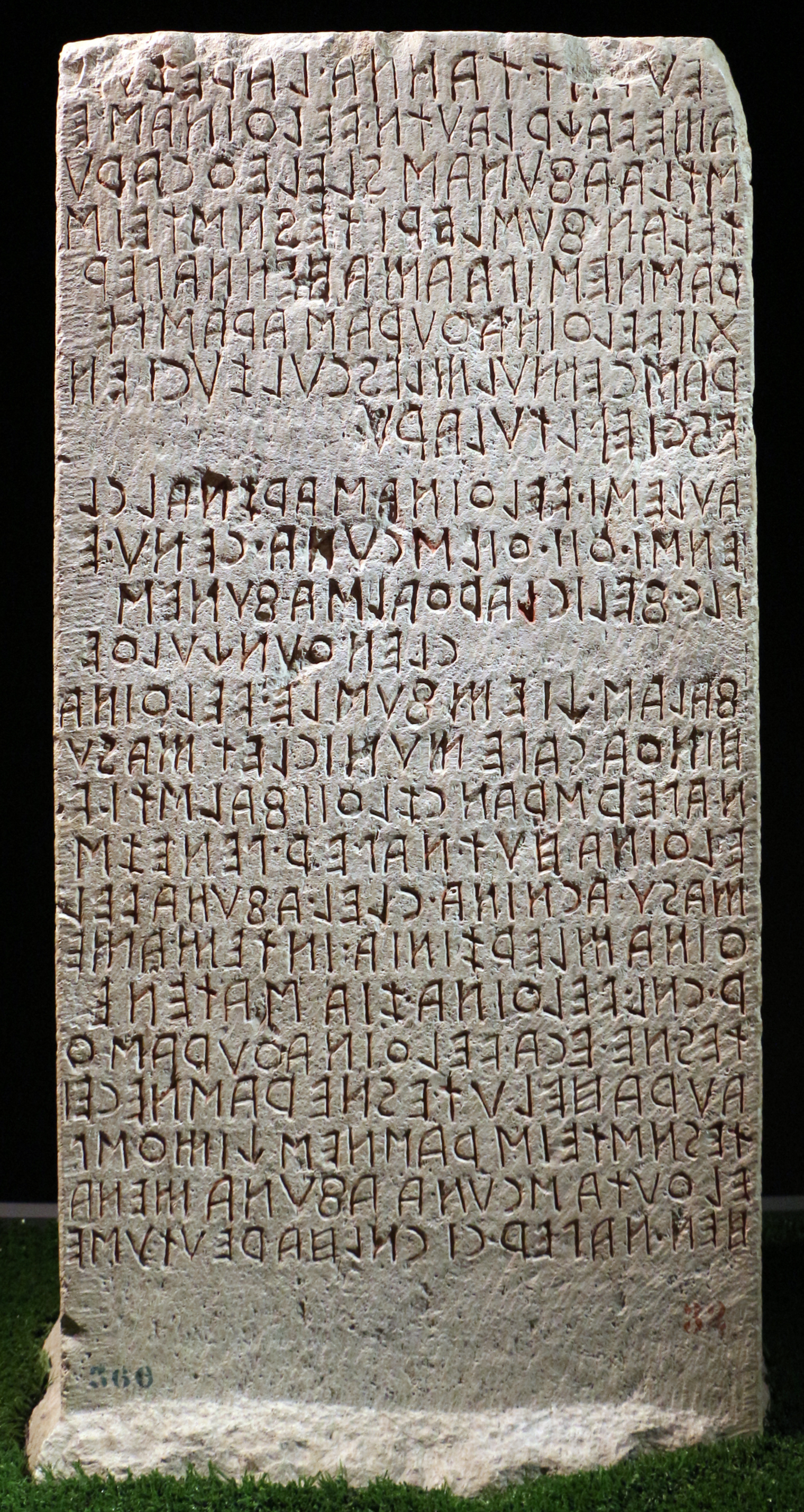
이탈리아 페루자 근처에서 발견된, 벨티나 가문과 아푸나 가문 간의 법률 행위에 대한 에트루리아어로 46줄이 새겨진 석판인 키푸스 페루시누스

그리스 문자는 현재 유럽 언어를 쓰는 데 사용되는 모든 문자의 조상이다. 그리스 문자의 가장 널리 퍼진 후손은 라틴 문자로, 로마의 부상과 함께 유럽을 지배하게 된 중앙 이탈리아 민족인 라틴족의 이름을 따서 명명되었다. 라틴 문자는 일련의 적응을 통해 발전했다. – 이탈리아 남부의 그리스인들은 에트루리아인에게 영향을 주었으며, 그들은 서부 그리스 문자를 자신들의 용도에 맞게 채택했다. 차례로 초기 로마인들은 에트루리아 문자를 빌려 수정했다. 라틴 문자의 증거는 기원전 7세기만큼 이른 시기에 나타나며, 이 문자는 다음 세기 동안 점진적으로 발전하여 모든 라틴 문자 형태가 기원전 100년경에는 현대적인 형태로 완성되었다. 로마가 이탈리아를 오랫동안 문화적으로 지배했기 때문에 다른 고대 이탈리아 문자의 기록은 제한된 양으로만 남아 있으며, 에트루리아어 자체는 거의 사라졌다.

## 중세 및 근대
서기 5세기 서로마 제국의 멸망 이후, 로마 세계 전역에 걸쳐 이전에 널리 퍼져 있던 문학의 생산과 전파는 주로 비잔틴 제국과 사산 제국에 국한되었고, 그곳의 주요 문학 언어는 각각 그리스어와 페르시아어였다. – 비록 시리아어와 콥트어와 같은 다른 언어들도 중요했지만 말이다.
서기 7세기 이슬람의 확산은 지중해와 중앙아시아 대부분 지역에서 아랍어가 주요 문학 언어로 빠르게 자리 잡게 했다. 아랍어와 페르시아어는 빠르게 학술 언어로서 그리스어의 역할을 압도하기 시작했다. 아랍계 문자는 페르시아어와 고대 튀르크어를 쓰는 데 채택되었다. 이 문자는 또한 그리스어, 슬라브어파 및 라틴어의 필기체 문자의 발달에 큰 영향을 미쳤다. 십자군 시대 아랍 문자 쓰기의 영향은 또한 인도-아라비아 숫자 체계가 유럽 전역에 채택되는 결과를 가져왔다. 11세기경에는 오늘날 스페인 남부에 위치한 도시 코르도바가 세계 최고의 지적 중심지 중 하나가 되었고, 유럽에서 가장 큰 도서관이 위치한 곳이었다.
14세기에는 유럽의 르네상스가 라틴어 외에 그리스어를 중요한 문학 언어로 부활시키는 결과를 가져왔다. 동유럽, 특히 러시아에서도 유사하지만 규모가 작은 등장이 있었다. 동시에 이슬람의 황금기가 끝나면서 아랍어와 페르시아어는 중요성이 서서히 쇠퇴하기 시작했다. 서유럽에서 문해 발달의 부활은 라틴 문자에 많은 혁신을 가져왔고, 다양한 언어의 구어를 체계화하기 위해 문자를 다양화시켰다.

## 기술 및 재료
글쓰기에 사용되는 매체, 재료 및 기술은 글쓰기가 무엇에 사용되는지, 그리고 글쓰기가 어떤 사회적 영향을 미치는지에 영향을 미친다. 예를 들어, 다양한 쓰기 재료의 물리적 내구성은 나중에 분석을 위해 어떤 역사적인 글쓰기 사례가 살아남았는지를 직접적으로 결정한다. 즉, 고대 모든 문명 사회에서 돌, 뼈, 또는 금속으로 만들어진 비문의 본문이 남아 있는 반면, 동시대의 많은 사본 문화는 간접적으로만 증명된다.
메소포타미아 세계에서 흔히 사용되던 재료는 점토판과 두루마리였는데, 전자는 아마도 칼데아 기원, 후자는 이집트 기원일 것이다. 칼데아인의 점토판은 베개 모양으로 다소 거칠게 빚어지고 쐐기 문자가 두껍게 새겨진 작은 점토 조각이다. 마찬가지로, 테라코타로 만든 속이 빈 원통은 때때로 유약을 발라 작은 필기구로 새겼으며, 일부 표본의 글씨는 너무 작아서 돋보기의 도움이 필요했다.
이집트에서는 글쓰기에 사용된 주요 재료가 다른 특성을 가졌다. 기념비에는 글쓰기에 목판이 사용되었음을 묘사하고 있다. 가장 초기의 테베 왕조 시대인 기원전 4천년경부터 파피루스도 채택되었다. 파피루스 갈대는 주로 하이집트에서 자랐으며, 더 경제적인 쓰기 매체로 사용될 수 있었다. – 그 속심을 추출하여 얇은 조각으로 나누고 압력으로 평평하게 만든 다음 함께 붙였다. 다른 조각들을 직각으로 연결함으로써 어떤 길이의 파피루스 두루마리도 생산할 수 있었다. 쓰기 재료의 상대적인 저렴함은 메소포타미아보다 이집트에서 글쓰기 관행 자체가 더 널리 퍼지는 데 기여한 요인 중 하나로 보인다.
이집트 파피루스는 전 세계로 수출되어 큰 수요를 얻었다. 그 결과, 파피루스는 값비싸졌고, 가죽과 양피지를 포함한 다른 재료로 대체되었다. 종이는 서기 2세기에 중국에서 발명되었으며, 전통적으로 채륜에게 그 공로가 돌려진다. 19세기에 목재 펄프 종이가 등장하면서 쓰기 재료의 비용은 꾸준히 감소하기 시작했다. 20세기 내내 종이의 대량 생산 기술 발전은 목재 펄프 종이의 강도, 잉크 흡수성 및 기타 품질을 향상시켰지만, 이는 세계 경제에서 가장 저렴한 상품 중 하나가 되었고, 그 결과 쓰기 매체로서 전례 없는 가용성과 다른 용도로의 광범위한 채택을 가져왔다.

## 용도 및 응용

### 상업
데니즈 슈망-베세라에 따르면, 글쓰기는 농산물의 계산, 목록 작성, 거래에서 기원했다. 이어서 정부의 세금 장부가 뒤따랐다. 문서화된 문서는 개인, 국가, 종교 단체의 부 축적 및 회계뿐만 아니라 무역, 대출, 상속 및 소유권 문서화 거래에 필수적이 되었다. 이러한 문서화 및 회계를 통해 더 큰 부의 축적이 가능해졌으며, 부에 수반되는 권력, 특히 왕족, 국가 및 종교의 이익을 위해 더욱 두드러졌다. 계약 및 대출은 장거리 국제 무역의 성장을 지원했으며, 이는 수입 및 수출 네트워크를 동반하여 자본주의의 부상을 지원했다. 지폐는 11세기에 중국에서 처음 사용되었으며, 이는 다른 금융 상품과 마찬가지로 글쓰기에 의존했으며, 처음에는 편지의 형태로, 나중에는 개인, 은행 또는 정부 간의 특정 유형의 거래 및 가치 보증을 용이하게 하기 위해 고안된 전문화된 장르로 발전했다. 중세 후기와 르네상스 유럽에서 경제 활동의 성장에 따라 정교한 회계 및 가치 계산 방법이 등장했으며, 이러한 계산은 글쓰기로 수행되고 매뉴얼로 설명되었다. 기업의 설립은 조직, 관리, 주식 분배 및 기록 관리에 관한 문서들을 확산시켰다.
18세기 후반, 프랑수아 케네와 애덤 스미스는 최초로 체계적인 경제 이론을 개발했다. 케네, 스미스 및 그들의 동료들의 저서는 경제 개념 자체를 – 뿐만 아니라 국민 경제 개념도 도입했다. 그 이후로 경제학은 많은 저자들이 전문 문헌에 기여하고, 정부가 데이터를 수집하고, 정책을 수립하며, 경제를 관리하고 발전시키기 위한 기관을 만드는 분야로 발전했다. 디어드리 매클로스키는 현대 경제 이론의 수사학적 전략과 담론적 구성을 검토했다. 그레이엄 스마트는 캐나다 중앙은행이 경제 데이터를 기반으로 정책을 협력적으로 생산하고 관련 대중과 전략적으로 소통하기 위해 글쓰기를 어떻게 사용하는지 심도 있게 검토했다.

### 법률, 행정, 그리고 저널리즘
토지 매매를 위한 개인 법률 문서는 쐐기 문자 출현 직후인 기원전 3천년 초에 메소포타미아에 나타났다. 최초의 법전은 기원전 2100년 메소포타미아에서 작성되었으며, 고바빌로니아 제국 전역의 석비에 새겨진 함무라비 법전 (기원전 1750년경)이 대표적이다. 고대 이집트 국가는 법률을 성문화하지 않았지만, 공식적인 법령 및 개인 계약과 같은 법률 문서가 고왕국 (기원전 2150년경) 동안 사용되었다. 히브리어 성경의 처음 다섯 권으로 구성된 토라는 고대 이스라엘의 법률을 성문화했다. 법률은 고대 그리스 및 로마 국가에서 자주 성문화되었으며, 로마법은 궁극적으로 교회법과 중세 유럽 전역에서 사용된 세속법의 모델이 되었다.
중국에서는 법률이나 처벌의 성문화에 대한 가장 초기의 증거가 기원전 536년에 만들어진 금문에 나타난다. 완전히 보존된 가장 초기의 법전은 진나라와 전한 왕조(기원전 221년~9년)의 법전으로, 범죄 절차와 정부 관리 및 시민 모두의 책임에 대한 완전한 사회 통제 및 행정 체계를 명확히 했다. 이러한 법률은 마을에서 황제 중심지까지의 계층적 감독을 용이하게 하기 위해 복잡한 보고 및 문서화 절차를 필요로 했다.
영국에서는 로마 시대 이후 주로 구두 환경에서 발전했지만, 교회의 복귀와 노르만인의 잉글랜드 정복과 함께 관습법이 법원 판례와 함께 기록되기 시작했다. 그러나 많은 요소는 구두로 남아 있었고, 문서는 대중의 맹세, 유언, 토지 이전, 법원 판결 및 의식만을 기념했다. 그러나 중세 후기에는 문서가 합의, 거래 및 법률에 대한 권한을 얻었다.
글쓰기는 법률, 규제, 세금, 시민에 대한 문서 감시를 통해 통치의 핵심 기능을 확장하는 데 핵심적인 역할을 해왔다. 이는 모두 규칙과 정책을 상세히 설명하고 관리하며 기록을 유지하는 관료주의의 성장에 달려 있다. 글쓰기에 의존하는 이러한 발전은 국가의 권력과 범위를 증가시킨다. 동시에 글쓰기는 시민들이 국가 운영에 대해 정보를 얻고, 필요와 우려를 표현하기 위해 더 조직화되고, 지역 및 국가와 동일시하며, 특정 견해와 이해관계를 가진 유권자들을 형성할 수 있는 능력을 증가시켰다. 언론의 역사는 시민 정보, 지역 및 국가 정체성, 그리고 이익 표현과 밀접하게 연결되어 있다. 이러한 변화는 국가의 본질에 큰 영향을 미쳤으며, 통치 형태가 무엇이든 사람들과 그들의 견해의 가시성을 증가시켰다.
고대 근동과 중국에서는 문맹 서기관과 관료에 의존하는 광범위한 관료주의가 발전했다. 고대 근동에서는 서기관 학교의 형성을 통해 이루어졌고, 중국에서는 고전 텍스트를 기반으로 한 서면 과거제 제도로 이어져 수천 년 동안 전통 중국 교육을 효과적으로 정의했다. 문해는 정부 관료주의와 관련이 있었고, 그 출현 이후 인쇄는 정부에 의해 엄격하게 통제되어, 청나라 (1644년~1912년) 종식 후 백화문 운동이 일어날 때까지 중국어로 쓰여진 텍스트는 비교적 드물었다. 고대 그리스와 로마에서는 시민과 노예, 부자와 가난한 자 사이의 계급 구분이 교육과 참여를 제한했다. 중세와 근세에는 교회가 유럽 교육을 지배했는데, 이는 국가 권력과 관료주의 유지에 종교 생활이 중요한 역할을 했음을 반영한다.
유럽과 그 아메리카 식민지에서는 인쇄기의 도입과 종이 및 인쇄 비용의 감소로 인해 일반 시민들이 정부와 관할권 내 다른 지역의 상황에 대한 정보를 더 많이 접할 수 있게 되었다. 종교 개혁이 신성한 텍스트의 개인적인 독서를 강조하면서 결국 지배 계층을 넘어 문해의 확산을 증가시켰고, 정부 정책에 대한 더 넓은 인식과 비판의 문을 열었다. 16세기와 17세기 동안 영국 사회에서 종교적, 정치적 노선을 따라 심화되는 분열은 잉글랜드 내전으로 절정에 달했고, 이는 영국 군주의 특권보다 의회의 주권이 우선시되는 결과를 낳았다. 이 시기 및 16세기와 17세기 전반에 걸친 다른 갈등 시기에는 저렴하고 일회성인 인쇄물이 새로운 대중의 일부에게 호소하는 선전 캠페인, 저자들이 서로를 공격하는 팸플릿 전쟁, 그리고 종종 불법적으로 비밀리에 출판될 수 있었던 현상 유지에 대한 도전을 촉진했다.
신문 출판과 저널리즘은 상업 정보에서 시작되어 곧 정치 정보를 제공하게 되었고 공론장 형성에 중요한 역할을 했다. 신문은 정보 확산, 토론 촉진, 그리고 미국 독립 혁명에서 정치적 정체성 형성에 중요한 역할을 했다. 19세기 후반에는 지역 신문의 발행이 독자들의 도시 또는 지역 정체성 채택 및 표명을 장려했다. 전보와 전국 발행 신문의 등장, 그리고 대본이 있는 전국 라디오 및 텔레비전 뉴스 방송과 함께 전국 뉴스에 대한 초점은 20세기 내내 관심의 지평을 넓혔으며, 이는 이점과 비용을 모두 수반했다.

## 문학 문화
지식으로 간주되는 것의 대부분은 서면 텍스트로 기록되어 있으며, 지식을 담은 텍스트를 생산하고 보급하는 것을 목표로 사회 집단 및 기관 간의 공동 생산, 공유 및 평가 과정의 결과이다. 현대 세계는 이러한 사회 집단을 학문 분야로, 그 산물을 학문 문헌으로 식별한다. 글쓰기의 발명은 텍스트의 공유, 비교, 비판 및 평가를 용이하게 하여 지식이 더 넓은 지리적 및 시간적 영역에 걸쳐 더 많은 공동 재산이 되도록 했다. 경전은 성경 종교의 공동 지식을 형성했으며, 이러한 성경에 대한 지식은 종교적 신념, 해석 및 교육 기관의 초점이 되었다.
학자들은 기록이 언제 문학에 더 가까워졌는지에 대해 의견이 일치하지 않지만, 현존하는 가장 오래된 문학 텍스트는 글쓰기 발명 후 약 천 년 후에 만들어졌다. 이름이 알려진 가장 오래된 문학 작가는 엔헤두안나로, 기원전 24세기 수메르어로 된 이난나 찬가(Exaltation of Inanna)를 포함한 여러 수메르 문학 작품의 저자로 인정받고 있다. 다음으로 오래된 작가는 프타호텝으로, 기원전 23세기 고대 이집트어로 작곡된 젊은 남성들을 위한 교훈서인 프타호텝의 잠언의 저자로 인정받고 있다. 길가메시 서사시는 기원전 2천년 초의 아카드어 서사시로, 원래는 수메르의 왕으로 존재했을 수 있는 역사적인 길가메시의 자연적, 초자연적 업적을 기리기 위한 형태로 사용되었을 수 있다.
신성한 경전의 확인은 독특한 신념 체계를 성문화했으며, 현대 종교 개념의 기초가 되었다. 이러한 텍스트의 복제와 확산은 이러한 성경적 종교와 그 확산과 관련되었으며, 따라서 전도에 중심적인 역할을 했다. 그들의 지위는 신자들이 그 내용을 읽거나 존중해야 한다는 기대를 불러일으켰다. 대량 문맹 퇴치 시대 이전에 텍스트를 읽고 해석하고 적용하는 책임을 맡은 사제들은 특히 사회에서 매우 중요했다.

### 메소포타미아, 이집트, 인도, 메소아메리카
메소포타미아와 이집트에서 서기관들은 경제, 행정, 법률의 초기 역할 외에도 중요한 역할을 하게 되었다. 그들은 천문학과 역법, 점술, 문학 문화의 생산자이자 관리자가 되었다. 학교는 지식 저장소를 보관하는 점토판 집에서 발전했다. 고대 인도에서는 브라만 계급이 구전 지식을 집계하고 성문화한 텍스트의 관리자가 되었다. 이 텍스트들은 지속적인 구전 교육 전통의 권위 있는 기초가 되었다. 한 예로 파니니, 즉 산스크리트어 구문, 운율, 문법에 대한 지식을 분석하고 성문화한 언어학자의 연구가 있다. 수학, 천문학, 의학 또한 고전 인도 학습의 주제였으며 고전 텍스트에 성문화되었다. 마야, 아즈텍 및 기타 메소아메리카 학습에 대해서는 콩키스타도르에 의한 텍스트 파괴로 인해 덜 알려져 있지만, 서기관들이 존경받았고, 엘리트 어린이들이 학교에 다녔으며, 천문학, 지도 제작, 역사 연대기 및 계보학 연구가 번성했다는 것은 알려져 있다.

### 중국
중국에서는 진나라가 경쟁 관계에 있던 유교 전통의 모든 흔적을 제거하려고 시도한 후, 한나라는 사라질 위기에 처한 지식을 복원하기 위해 문헌학적 지식을 정부 관료의 자격으로 삼았다. 공무원 과거제는 2천 년 동안 기능했으며, 고전 텍스트 지식을 기반으로 한 필기시험으로 구성되었다. 학생들의 필기시험을 통한 정부 직위 획득을 지원하기 위해 학교는 동일한 텍스트와 관련 문헌학적 지식에 중점을 두었다. 이 텍스트들은 철학, 종교, 법률, 천문학, 수문학, 수학, 군사, 의학 지식을 다루었다. 인쇄술은 대부분 관료와 수도원의 지식 요구를 충족시키는 데 사용되었으며, 상당한 양의 백화문 인쇄는 15세기경에야 나타났다.

### 고대 그리스와 로마
소크라테스는 글쓰기가 학습 전달의 열등한 수단이라고 주장했지만 (이는 파이드로스에 기록되어 있다), 그의 대화는 플라톤이 저술한 작품으로 보존되었다. 해블록은 또한 플라톤, 소크라테스, 아리스토텔레스의 철학적 작업을 문해와 연결하며, 문해가 저자와 그들의 동료가 작성한 영구적인 텍스트 분석을 통해 비판적 사고의 발전을 가능하게 했다고 주장한다. 아리스토텔레스는 리케이온 도서관에 소장된 많은 책들과 함께 리케이온의 교육 핵심이었던 논문과 강의를 저술했다. 스토아 학파와 에피쿠로스 학파도 같은 시기 아테네에서 저술하고 가르쳤지만, 그들의 작품은 단편적으로만 남아 있다.
그리스 작가들은 다른 많은 지식 분야의 창시자들이었다. 기원전 5세기 아테네에서 글을 썼던 헤로도토스와 투키디데스는 서양 역사학 전통의 창시자로 여겨지며, 계보와 신화적 기록을 사건에 대한 체계적인 조사에 통합했다. 투키디데스는 문서, 연설 기록, 인터뷰에 대한 더 많은 조사를 통해 더 비판적이고 중립적인 역사를 발전시켰다. 같은 시기에 히포크라테스는 의학 분야에서 알려진 바를 체계화한 여러 작품을 저술했다. 서기 2세기 로마에 살았던 그리스 의사 갈레노스의 작품은 르네상스 시대까지 유럽 의학 실습에서 중요하게 여겨졌다. 이집트의 헬레니즘화된 작가들도 알렉산드리아 도서관의 자료를 사용하여 지식의 총서를 만들었는데, 예를 들어 기하학의 표준 참고 문헌으로 남아 있는 에우클레이데스의 원론이 있다. 프톨레마이오스의 천문학 논문인 알마게스트는 중세 내내 사용되었다.
로마 학자들은 바르코, 대 플리니우스, 스트라본을 포함한 지식의 총서를 작성하는 관행을 계속했다. 로마의 많은 업적이 건설의 물질 문화에 있었지만, 비트루비우스는 오늘날까지 디자인에 영향을 미치기 위해 당대의 많은 관행을 문서화했다. 농업 또한 팔라디우스의 총서와 같이 매뉴얼의 중요한 분야가 되었다. 미래 세대에 영향을 미칠 수많은 수사학과 수사학 교육 매뉴얼도 나타났는데, 예를 들어 익명의 Rhetorica ad Herennium, 키케로의 De Oratore, 퀸틸리아누스의 Institutio Oratoria가 있다.

### 이슬람 세계
로마 제국의 몰락과 함께 중동은 학습의 교차로가 되었고, 서양과 동양의 지식 담지 텍스트들이 콘스탄티노플, 다마스쿠스, 그리고 바그다드에서 만났다. 이슬람의 황금기 동안 바그다드에 설립된 지혜의 집은 대규모 도서관을 특징으로 했는데, 이곳에서 그리스 의학, 철학, 수학, 천문학 작품들이 아랍어로 번역되었고, 인도의 수학 및 치료학 작품들도 번역되었다. 이 텍스트들에 킨디와 이븐 시나 같은 철학자들과 파르가니 같은 천문학자들이 새로운 기여를 했다. 콰리즈미는 그리스와 인도 자료를 바탕으로 대수학에 관한 첫 작품을 저술했다. 이슬람에서 쿠란의 중심성은 또한 아랍어 성장에 기여했다. 바그다드에서 지식과 텍스트는 남아시아와 아프리카를 거쳐 다시 흘러갔고, 팀북투의 상코레 마드라사 주변에는 방대한 도서 컬렉션과 교육 센터가 있었으며, 이곳은 송가이 제국의 본거지였다. 이 시기에 폐위된 아바스 칼리프국은 그들의 권력과 학습의 중심지를 현재 스페인에 있는 코르도바로 옮겼고, 그곳에서 아랍 학습 텍스트와 함께 많은 고전 텍스트를 유럽으로 재도입하는 주요 도서관을 설립했다.

### 유럽의 초기 대학
코르도바의 도서관과 다문화 지적 문화를 통해 고전 그리스 정전뿐만 아니라 이븐 시나와 콰리즈미의 아랍어 텍스트를 포함한 고전 텍스트가 유럽에 재도입되면서, 이러한 작품들을 수도원과 도시 중심지의 학자들에게 더 쉽게 접근할 수 있도록 해석하고 학술적으로 연구할 필요성이 생겨났다. 12세기에 대학들은 이탈리아 볼로냐, 스페인 살라망카, 프랑스 파리, 영국 옥스퍼드의 학자 집단에서 나타났다. 1500년까지 유럽 전역에는 최소 60개의 대학이 있었고 최소 750,000명의 학생이 등록했다. 인문학, 신학, 법학, 의학의 네 가지 학부는 – 새로운 지식의 생산보다는 고전 텍스트의 전달과 해설에 중점을 두었다. 이러한 형태의 스콜라적 교육은 일부 지역과 학문 분야에서 17세기까지 지속되었다.

### 유럽의 인쇄술
요하네스 구텐베르크에 의한 활판 인쇄기의 발명은 1450년경 유럽에서 책의 생산과 광범위한 배포를 위한 새로운 기회를 창출했고, 많은 새로운 글쓰기를 촉진했으며, 엘리자베스 아이슨스타인이 기록했듯이 지식 발전에 특별한 결과를 가져왔다. 지식의 생산과 배포는 더 이상 수도원이나 도서관 및 서기관 사본 컬렉션을 가진 대학에 묶이지 않았다. 이후 수세기 동안 정치적, 종교적으로 분열된 유럽에서 어떤 단일 권위도 책의 생산을 검열하거나 통제할 수 없었다. 대학이 전통 텍스트의 확산에 전념하는 동안, 출판사는 새로운 지식 생산의 중심지가 되었다. 다른 관할권에 위치한 출판사들이 더 다양한 아이디어를 제공하게 되면서, 인쇄된 책들이 국경을 넘나들 수 있게 되자 학자들은 자신들을 문필공화국의 시민으로 여기게 되었다.
전통 텍스트의 여러 판을 비교하는 것은 텍스트 학문을 향상시켰다. 많은 지역에서 결과를 공유하고 비교하며, 더 많은 사람들을 과학 생산에 참여시킬 수 있는 능력은 곧 초기 현대 과학의 발전으로 이어졌다. 의학 서적은 현대 수술 및 해부학 관찰 내용을 포함하기 시작했으며, 인쇄된 도판을 통해 해부학 지식을 향상시켰다. 전통 서적과 새로운 서적의 많은 사본이 등장하면서, "책들의 전쟁"으로 알려진 논쟁이 벌어졌다. 지도와 탐험 및 식민지화의 발견 또한 책과 정부 기록에 기록되었으며, 종종 세비야의 인도 제도 총문서고에서와 같이 경제적 착취를 목적으로 하기도 했지만, 세상에 대한 호기심을 충족시키기 위함이기도 했다.
인쇄술은 또한 과학 저널의 발명과 발전을 가능하게 했으며, 1665년에 프랑스에서 저널 데사반스가, 영국에서는 왕립학회의 철학적 거래가 출현했다. 수년에 걸쳐 이들 저널은 급증했으며, 학문 분야와 학문 문헌의 기반이 되었다. 실험 및 기타 과학적 관찰과 이론을 보고하는 장르가 이후 수세기 동안 발전하여, 학문 지식의 집단적 추구를 나타내는 광범위한 상호텍스트를 가진 현대 학문 출판 관행을 만들어냈다. 과학 및 학문 서적과 저널의 가용성은 또한 현대 과학 참조 및 참조주 관행의 발전을 촉진했다. 인쇄술이 지식 성장에 미친 이러한 발전은 과학 혁명, 르네상스의 과학, 그리고 계몽주의 시기에 기여했다.

### 현대 학계
18세기에 반체제 스코틀랜드와 영국 대학들은 비엘리트 학생들이 현대 사건에 영향을 미칠 수 있도록 수사학과 글쓰기에 대한 실용적인 교육을 제공하기 시작했다. 19세기에 들어서야 일부 국가의 대학들은 새로운 지식의 글쓰기를 위한 공간을 만들기 시작했고, 그 결과 이후 수년 동안 주로 고전 텍스트 독서를 통해 지식을 전파하던 기관에서 독서와 글쓰기 모두에 전념하는 기관으로 변모했다. 독일 대학에서 역사와 문헌학 분야의 연구 세미나와 관련 세미나 논문이 창설된 것은 대학 개혁의 중요한 출발점이 되었다. 세기 동안 문헌학, 역사, 경제, 신학, 심리학, 사회학, 수학 및 과학 분야의 교수직이 나타났고, 독일의 학문 연구 대학 모델은 영국과 미국의 대학 조직에 영향을 미쳤으며, 프랑스에서는 또 다른 모델이 발전했다. 두 모델 모두 교수진에 의한 새로운 지식 생산과 학생들이 이를 습득하는 것을 강조했다. 영국 엘리트 대학에서는 개인지도 시스템을 통해 학생들의 주간 글쓰기가 지원되었으며, 미국에서는 19세기 후반부터 정규 글쓰기 강좌가 종종 필수가 되었고, 특히 20세기 말에는 교육 과정 전반의 글쓰기가 점점 더 중요하게 강조되었다.

## 심리학적 함의
월터 J. 옹, 잭 구디, 에릭 A. 해블록은 문해의 심리적, 지적 결과에 대해 체계적으로 주장한 최초의 학자들 중 하나였다. 옹은 글쓰기의 도입이 인간 의식의 형태를 구어의 즉각성을 느끼는 것에서 피터 람의 작품에서처럼 그래픽으로 표시되고 정리될 수 있는 비판적 거리와 단어의 체계화로 바꾸었다고 주장했다. 해블록은 그리스 철학 사상의 출현이 신념과 신념 체계를 비교하고 개념을 비판적으로 검토할 수 있게 한 문어 사용 덕분이라고 보았다. 잭 구디는 문어가 범주화, 목록 작성, 공식 따르기, 조리법 및 처방 개발, 궁극적으로 실험 수행 및 기록과 같은 관행을 촉진했다고 주장했다. 이러한 관행은 참여하는 사람들의 지적 및 심리적 방향을 바꾸었다.
실비아 스크리브너와 마이클 콜은 이러한 문해 관행에 수반되는 모든 심리적, 지적 변화의 가능성을 인정하면서도, 이러한 변화가 문해와 함께 보편적이고 자동으로 나타나는 것이 아니라 지역 맥락에서 문해의 사회적 용도에 달려 있다고 주장했다. 그들은 서아프리카 바이족을 대상으로 현장 관찰 및 실험을 수행했는데, 그들의 문해의 심리적 영향은 지역 주민들이 바이족의 언어인 바이족 언어, 영어, 아랍어를 배우는 세 가지 다른 맥락(각각 실용 기술, 세속 교육, 종교 교육)에 따라 달라진다. 유럽 문해는 유럽식 학교 교육과 관련이 있었고, 특히 삼단논법적 추론과 논리적 문제 해결을 촉진했다. 아랍어 문해는 마드라사의 종교 교육과 관련이 있었고, 특히 암기력을 높였다. 바이족 언어의 쓰기 형태의 문해는 요청하고 작업을 설명하는 일상적인 관행과 관련이 있었고, 청중의 지식과 필요에 대한 예측과 그림 수수께끼 풀이(쓰기 언어가 그림 수수께끼와 유사한 아이콘을 사용했기 때문)를 증가시켰다.

## 참고 문헌
- Millard, A. R. (1986). “The Infancy of the Alphabet”. 《World Archaeology》 17 (3): 390–398. doi:10.1080/00438243.1986.9979978.
- Olivier, J.-P. (1986). “Cretan Writing in the Second Millennium B.C”. 《World Archaeology》 17 (3): 377–389. doi:10.1080/00438243.1986.9979977.

## 같이 보기
- 문자
- 알파벳의 역사